# Thijs Dallinga
Thijs Dallinga (Groningen, Países Bajos, 3 de agosto de 2000) es un futbolista neerlandés que juega de delantero en el Bologna F. C. 1909 de la Serie A.

## Trayectoria
Tras debutar con el primer equipo del F. C. Emmen, se incorporó al F. C. Groningen con un contrato de tres años y, en un principio, se incorporaría a su equipo sub-23 que competía en la Derde Divisie. El Groningen no le prorrogó el contrato, por lo que tuvo que buscar un nuevo club. 
En mayo de 2021 firmó por el Excelsior Róterdam en una transferencia libre, firmando un contrato por dos temporadas. Inmediatamente se convirtió en titular en el equipo del entrenador Marinus Dijkhuizen. El 6 de agosto de 2021, debutó en la derrota en casa por 0-1 ante el F. C. Oss. El 13 de agosto, marcó su primer gol con el Excelsior en una victoria a domicilio por 2-1 contra el Roda JC. Tres semanas después, el 3 de septiembre, impresionó al marcar cuatro goles en la victoria a domicilio por 5-0 contra el F. C. Den Bosch. El 25 de septiembre, marcó un doblete contra el Jong PSV en una victoria por 3-0, con lo que alcanzó los 9 goles en 8 partidos de liga. En los primeros 19 partidos con el club, marcó 24 goles y estuvo a punto de batir el récord de goles en la Eerste Divisie.
El 1 de julio de 2022, tras haber sido el máximo goleador de la Eerste Divisie, se unió al Toulouse F. C.

## Selección nacional
El 21 de noviembre de 2023 hizo su debut con la selección absoluta de los Países Bajos tras jugar la segunda parte del último partido de clasificación para la Eurocopa 2024 ante Gibraltar.

## Estadísticas

### Clubes
Actualizado al último partido disputado el 5 de noviembre de 2024.
| Club                              | Div.          | Temporada     | Liga  | Liga  | Liga   | Copas nacionales | Copas nacionales | Copas nacionales | Copas internacionales | Copas internacionales | Copas internacionales | Total | Total | Total  |
| Club                              | Div.          | Temporada     | Part. | Goles | Asist. | Part.            | Goles            | Asist.           | Part.                 | Goles                 | Asist.                | Part. | Goles | Asist. |
| --------------------------------- | ------------- | ------------- | ----- | ----- | ------ | ---------------- | ---------------- | ---------------- | --------------------- | --------------------- | --------------------- | ----- | ----- | ------ |
| F. C. Emmen · Países Bajos        | 2.ª           | 2017-18       | 8     | 1     | 0      | 0                | 0                | 0                | —                     | —                     | —                     | 8     | 1     | 0      |
| F. C. Emmen · Países Bajos        | Total club    | Total club    | 8     | 1     | 0      | 0                | 0                | 0                | 0                     | 0                     | 0                     | 8     | 1     | 0      |
| F. C. Groningen · Países Bajos    | 1.ª           | 2020-21       | 6     | 0     | 0      | 1                | 0                | 0                | —                     | —                     | —                     | 7     | 0     | 0      |
| F. C. Groningen · Países Bajos    | Total club    | Total club    | 6     | 0     | 0      | 1                | 0                | 0                | 0                     | 0                     | 0                     | 7     | 0     | 0      |
| Excelsior Róterdam · Países Bajos | 2.ª           | 2021-22       | 43    | 36    | 9      | 1                | 0                | 0                | —                     | —                     | —                     | 44    | 36    | 9      |
| Excelsior Róterdam · Países Bajos | Total club    | Total club    | 43    | 36    | 9      | 1                | 0                | 0                | 0                     | 0                     | 0                     | 44    | 36    | 9      |
| Toulouse F. C. Francia            | 1.ª           | 2022-23       | 36    | 12    | 1      | 6                | 6                | 2                | —                     | —                     | —                     | 42    | 18    | 3      |
| Toulouse F. C. Francia            | 1.ª           | 2023-24       | 33    | 14    | 2      | 3                | 1                | 0                | 8                     | 4                     | 2                     | 44    | 19    | 4      |
| Toulouse F. C. Francia            | Total club    | Total club    | 69    | 26    | 3      | 9                | 7                | 2                | 8                     | 4                     | 2                     | 86    | 37    | 7      |
| Bologna F. C. 1909 · Italia       | 1.ª           | 2024-25       | 7     | 0     | 0      | 0                | 0                | 0                | 4                     | 0                     | 0                     | 11    | 0     | 0      |
| Bologna F. C. 1909 · Italia       | Total club    | Total club    | 7     | 0     | 0      | 0                | 0                | 0                | 4                     | 0                     | 0                     | 11    | 0     | 0      |
| Total carrera                     | Total carrera | Total carrera | 133   | 63    | 12     | 11               | 7                | 2                | 12                    | 4                     | 2                     | 156   | 74    | 16     |

## Palmarés

### Títulos nacionales
| Título          | Club               | País    | Año  |
| --------------- | ------------------ | ------- | ---- |
| Copa de Francia | Toulouse F. C.     | Francia | 2023 |
| Copa Italia     | Bologna F. C. 1909 | Italia  | 2025 |